# Анаеробний гліколіз
Анаеробний гліколіз — це перетворення глюкози в лактат за наявності обмеженої кількості кисню (O2). Цей процес трапляється як у фізіологічному стані, під час фізичних вправ, так і при хворобі, наприклад при сепсисі та геморагічному шоку. Анаеробний гліколіз забезпечує організм енергією на період від 10 секунд до 2 хвилин. Протягом цього часу він може збільшити енергію, вироблену аеробним метаболізмом, але обмежується накопиченням лактату. З часом стає необхідним відпочинок. Система анаеробного гліколізу (молочної кислоти) домінує приблизно з 10–30 секунд під час максимального фізичного зусилля. У процесі анаеробного гліколізу виробляється 2 молекули АТФ на молекулу глюкози, або близько 5 % енергетичного потенціалу глюкози (38 молекул АТФ). Швидкість, з якою утворюється АТФ, при анаеробному гліколізі приблизно в 100 разів перевищує швидкість окисного фосфорилювання.
Вважається, що анаеробний гліколіз був основним засобом отримання енергії в ранніх організмах до того, як кисень з'явився в атмосфері у великій концентрації, і, таким чином, представляє більш давню форму виробництва енергії в клітинах.
У ссавців лактат може перетворюватися в печінці назад у глюкозу за допомогою циклу Корі.
Доля пірувату в анаеробних умовах:
1. Піруват є кінцевим акцептором електронів у молочнокислому бродінні. Коли в м'язових клітинах немає достатньої кількості кисню для подальшого окислення пірувату та NADH, що утворюються в процесі гліколізу, NAD+ регенерується з NADH шляхом відновлення пірувату до лактату.[4] Лактат перетворюється на піруват під дією ферменту лактатдегідрогенази.[3] Стандартна зміна вільної енергії реакції становить -25,1 кДж/моль.[6]
2. Етанолове бродіння. Дріжджі та інші анаеробні мікроорганізми перетворюють глюкозу в етанол і CO2 а не в піруват. Піруват спочатку перетворюється на ацетальдегід за допомогою ферменту піруватдекарбоксилази в присутності пірофосфату тіаміну та Mg++. Під час цієї реакції виділяється вуглекислий газ. Потім ацетальдегід перетворюється на етанол за допомогою ферменту алкогольдегідрогенази. Під час цієї реакції NADH окислюється до NAD+.